# 業種
業種（ぎょうしゅ）は、事業や営業の種類という意味であり、「産業」より細かい分類として使われる。

## 日本標準産業分類の大分類
日本の産業全体の業種分けとしては、多くの場合、日本標準産業分類の大分類を基準（リファレンス）として、証券コード協議会における業種区分が用いられることが多い。
- A 農業,林業
- B 漁業
- C 鉱業,採石業,砂利採取業
- D 建設業
- E 製造業
- F 電気・ガス・熱供給・水道業
- G 情報通信業
- H 運輸業,郵便業
- I 卸売業・小売業
- J 金融業,保険業
- K 不動産業,物品賃貸業
- L 学術研究,専門・技術サービス業
- M 宿泊業,飲食店
- N 生活関連サービス業,娯楽業
- O 教育学習支援業
- P 医療,福祉
- Q 複合サービス事業
- R サービス業（他に分類されないもの）
- S 公務（他に分類されるものを除く）
- T 分類不能の産業

### 日本標準産業分類の中分類
- 01 農業
- 02 林業
- 03 漁業（水産養殖業を除く）
- 04 水産養殖業
- 05 鉱業、採石業、砂利採取業
- 06 総合工事業
- 07 職別工事業（設備工事業を除く）
- 08 設備工事業
- 09 食料品製造業
- 10 飲料・たばこ・飼料製造業
- 11 繊維工業
- 12 木材・木製品製造業（家具を除く）
- 13 家具・装備品製造業
- 14 パルプ・紙・紙加工品製造業
- 15 印刷・同関連業
- 16 化学工業
- 17 石油製品・石炭製品製造業
- 18 プラスチック製品製造業（別掲を除く）
- 19 ゴム製品製造業
- 20 なめし革・同製品・毛皮製造業
- 21 窯業・土石製品製造業
- 22 鉄鋼業
- 23 非鉄金属製造業
- 24 金属製品製造業
- 25 はん用機械器具製造業
- 26 生産用機械器具製造業
- 27 業務用機械器具製造業
- 28 電子部品・デバイス・電子回路製造業
- 29 電気機械器具製造業
- 30 情報通信機械器具製造業
- 31 輸送用機械器具製造業
- 32 その他の製造業
- 33 電気業
- 34 ガス業
- 35 熱供給業
- 36 水道業
- 37 通信業
- 38 放送業
- 39 情報サービス業
- 40 インターネット附随サービス業
- 41 映像・音声・文字情報制作業
- 42 鉄道業
- 43 道路旅客運送業
- 44 道路貨物運送業
- 45 水運業
- 46 航空運輸業
- 47 倉庫業
- 48 運輸に附帯するサービス業
- 49 郵便業（信書便事業を含む）
- 50 各種商品卸売業
- 51 繊維・衣服等卸売業
- 52 飲食料品卸売業
- 53 建築材料、鉱物・金属材料等卸売業
- 54 機械器具卸売業
- 55 その他の卸売業
- 56 各種商品小売業
- 57 織物・衣服・身の回り品小売業
- 58 飲食料品小売業
- 59 機械器具小売業
- 60 その他の小売業
- 61 無店舗小売業
- 62 銀行業
- 63 協同組織金融業
- 64 貸金業、クレジットカード業等非預金信用機関
- 65 金融商品取引業、商品先物取引業
- 66 補助的金融業等
- 67 保険業（保険媒介代理業、保険サービス業を含む）
- 68 不動産取引業
- 69 不動産賃貸業・管理業
- 70 物品賃貸業
- 71 学術・開発研究機関
- 72 専門サービス業（他に分類されないもの）
- 73 広告業
- 74 技術サービス業
- 75 宿泊業
- 76 飲食店
- 77 持ち帰り・配達飲食サービス業
- 78 洗濯・理容・美容・浴場業
- 79 その他の生活関連サービス業
- 80 娯楽業
- 81 学校教育
- 82 その他の教育、学習支援業
- 83 医療業
- 84 保健衛生
- 85 社会保険・社会福祉・介護事業
- 86 郵便局
- 87 協同組合（他に分類されないもの）
- 88 廃棄物処理業
- 89 自動車整備業
- 90 機械等修理業（別掲を除く）
- 91 職業紹介・労働者派遣業
- 92 その他の事業サービス業
- 93 政治・経済・文化団体
- 94 宗教
- 95 その他のサービス業
- 96 外国公務
- 97 国家公務
- 98 地方公務
- 99 分類不能の産業

## 証券コード協議会における業種
証券コードによる業種は、基本的には総務省が定める「日本標準産業分類」に準拠している（業種コードは異なる）が、平成14年3月改訂による変更が反映されていないため、牛丼店やファミリーレストランチェーンといった、いわゆる外食産業や、旅館やホテルといった宿泊業が、それぞれ以前の項目である小売業（卸売・小売業、飲食店）やサービス業の分類に入れられている（いずれも平成14年3月改訂の「日本標準産業分類」では「飲食店、宿泊業」という大分類として独立）など、一部異なる部分もある。
業種という場合は、おおよそこの区分の中分類をいうことが多い。
- 中分類の項目は、関連するCategory:日本の産業下のサブカテゴリにリンクしている。

| 業種             | 業種                 | 業種コード |
| 大分類           | 中分類               | 業種コード |
| ---------------- | -------------------- | ---------- |
| 水産・農林業     | 水産・農林業         | 0050       |
| 鉱業             | 鉱業                 | 1050       |
| 建設業           | 建設業               | 2050       |
| 製造業           | 食料品               | 3050       |
| 製造業           | 繊維製品             | 3100       |
| 製造業           | パルプ・紙           | 3150       |
| 製造業           | 化学                 | 3200       |
| 製造業           | 医薬品               | 3250       |
| 製造業           | 石油・石炭製品       | 3300       |
| 製造業           | ゴム製品             | 3350       |
| 製造業           | ガラス・土石製品     | 3400       |
| 製造業           | 鉄鋼                 | 3450       |
| 製造業           | 非鉄金属             | 3500       |
| 製造業           | 金属製品             | 3550       |
| 製造業           | 機械                 | 3600       |
| 製造業           | 電気機器             | 3650       |
| 製造業           | 輸送用機器           | 3700       |
| 製造業           | 精密機器             | 3750       |
| 製造業           | その他製品           | 3800       |
| 電気・ガス業     | 電気・ガス業         | 4050       |
| 運輸・情報通信業 | 陸運業               | 5050       |
| 運輸・情報通信業 | 海運業               | 5100       |
| 運輸・情報通信業 | 空運業               | 5150       |
| 運輸・情報通信業 | 倉庫・運輸関連業     | 5200       |
| 運輸・情報通信業 | 情報・通信業         | 5250       |
| 商業             | 卸売業               | 6050       |
| 商業             | 小売業               | 6100       |
| 金融・保険業     | 銀行業               | 7050       |
| 金融・保険業     | 証券、商品先物取引業 | 7100       |
| 金融・保険業     | 保険業               | 7150       |
| 金融・保険業     | その他金融業         | 7200       |
| 不動産業         | 不動産業             | 8050       |
| サービス業       | サービス業           | 9050       |

## 小売業の業種
扱う商品や仕入れ先の卸売業者による分類である。
- 食品 :野菜-魚-肉-果物-菓子-パン-米
- 衣服 :洋品-靴-傘-和服
- 生活 :家庭用電気機械器具-家具-寝具-食器-金物-工具
- 情報 :本-音楽

## 飲食業の業種
飲食業の業種とは、顧客に提供する料理による分類である。
- 日本料理
- 西洋料理